# Zarza de Granadilla
Zarza de Granadilla è un comune spagnolo di 1 836 abitanti situato nella comunità autonoma dell'Estremadura.